# Albert Bartoszewicz
Albert Bartoszewicz (ur. 2 sierpnia 1942 w Rajewszczyźnie koło Nieświeża, zm. 28 sierpnia 2001) – slawista polski (rusycysta, białorutenista), profesor Uniwersytetu Warszawskiego, Wyższej Szkoły Pedagogicznej w Olsztynie i Uniwersytetu Warmińsko-Mazurskiego, doktor honoris causa Bałtyckiego Uniwersytetu Federalnego w Królewcu.

## Życiorys
Był synem Józefa i Aldony z Kondratowiczów. Ojciec był rolnikiem; zmobilizowany w 1939, brał udział w obronie Warszawy, ale uniknął niewoli niemieckiej. Później służył w Armii Krajowej, w grudniu 1943 po rozbrojeniu jego oddziału został wcielony do Armii Czerwonej, w szeregach której zginął prawdopodobnie w 1944 na Litwie. Wdowa z dziećmi przyjechała do Polski we wrześniu 1958, osiedlając się w powiecie Góra Śląska.
Albert Bartoszewicz, od dzieciństwa zaznajomiony z językami wschodnimi, ukończył studia rusycystyczne na Uniwersytecie Wrocławskim w 1964. Przez rok pracował jako nauczyciel w szkole podstawowej i liceum ogólnokształcącym w Gogolinie, w 1965 został asystentem (potem starszym asystentem) w Wyższej Szkole Pedagogicznej w Opolu (obecnie Uniwersytet Opolski). W 1968 obronił doktorat na podstawie rozprawy Sufiksalne formacje rzeczownikowe powstałe we współczesnym języku rosyjskich w latach II wojny światowej i powojennym okresie; przeszedł w tymże roku do pracy na Uniwersytecie im. Adama Mickiewicza w Poznaniu na stanowisko adiunkta. Po habilitacji w 1972 (praca Historia sufiksalnej odrzeczownikowej derywacji rzeczowników w języku rosyjskim) rok później został docentem na Uniwersytecie Śląskim w Katowicach. Kierował na tej uczelni Zakładem Filologii Rosyjskiej oraz pełnił funkcję prodziekana Wydziału Filologicznego.
W latach 1974–1992 był związany z Uniwersytetem Warszawskim; kierował Zakładem Języka Rosyjskiego (1974–1981), na Wydziale Rusycystyki, Slawistyki i Lingwistyki Stosowanej był kolejno prodziekanem (1975–1977) i dziekanem (1977–1981). W 1980 został profesorem nauk humanistycznych, w 1981 profesorem zwyczajnym. Jednocześnie na drugim etacie pozostawał od 1974 związany z Wyższą Szkołą Pedagogiczną w Olsztynie; w 1992 przeszedł na etat podstawowy na olsztyńską uczelnię, gdzie był kierownikiem Katedry Słowiańszczyzny Wschodniej (1993–1994), następnie Katedry Językoznawstwa Słowiańskiego (1994–1999), a już po przekształceniu Wyższej Szkoły Pedagogicznej w Uniwersytet Warmińsko-Mazurski dyrektorem Instytutu Słowiańszczyzny Wschodniej (2000–2001). Ponadto od 1996 wznowił współpracę z Uniwersytetem Adama Mickiewicza w Poznaniu, kierując Zakładem Języka Rosyjskiego. Pod jego kierunkiem doktoraty napisali, m.in.: Andrzej Sitarski (1984), Joanna Orzechowska (1999).
Był członkiem organizacji i towarzystw naukowych, m.in. Międzynarodowej Akademii Nauk Euro-Azja, Międzynarodowej Asocjacji Białorutenistów (członek honorowy), Polskiego Towarzystwa Językoznawczego, Polskiego Towarzystwa Białorutenistycznego (współzałożyciel, wiceprzewodniczący Zarządu Głównego), Polskiego Towarzystwa Rusycystycznego (współzałożyciel, 1981–1982 przewodniczący Zarządu Głównego), Polskiego Towarzystwa Neofilologicznego (współzałożyciel, 1976–1982 wiceprzewodniczący Zarządu Głównego). Wchodził w skład Centralnej Komisji Kwalifikacyjnej ds. Kadr Naukowych.
Opublikował około 150 prac naukowych, w tym 13 książek, m.in. Historia rosyjskiego języka literackiego (1979), Indeks a tergo do słownika Aleksandra Puszkina (1985), Zagadnienie ewolucji współczesnego języka rosyjskiego (1986), Słowotwórstwo rosyjskie dla Polaków (1990). Był również współautorem 4-tomowego Słownika a tergo współczesnego języka białoruskiego (1988–1989). Należał do grona założycieli i przewodniczył komitetowi redakcyjnemu pisma „Acta Polono-Ruthenica”, redagował tomy serii Uniwersytetu Warszawskiego „Studia z Filologii Rosyjskiej i Słowiańskiej”, wchodził w skład komitetów redakcyjnych periodyków „Glottodidactica”, „Acta Neophilologica”, „Bałtijskij Filologiczeskij Kurier”. Pod jego kierunkiem obroniono kilkaset prac magisterskich i kilkadziesiąt doktoratów.
Bartoszewicz zapisał się w historii nauki olsztyńskiej jako organizator kontaktów z Królewcem. W 1985 zainicjował Międzynarodową Konferencję Slawistyczną w Olsztynie, kontynuowaną w kolejnych latach, z udziałem królewieckich uczonych. Recenzował rozprawy doktorskie slawistów rosyjskich i zamieszczał ich publikacje na łamach redagowanych przez siebie pism, sam również ogłaszał prace w periodykach rosyjskich. Organizował wymianę studencką między Olsztynem a Królewcem. Z jego inicjatywy rozpoczął działalność na Uniwersytecie w Królewcu lektorat języka polskiego, a później Katedra Języków Słowiańskich (z wiodącą rolą języka polskiego). W 1997 jako pierwszy Polak został wyróżniony doktoratem honoris causa Uniwersytetu w Królewcu. Pośmiertnie uhonorował go również Uniwersytet Warmińsko-Mazurski, nadając jego imię sali posiedzeń Rady Wydziału Humanistycznego (ul. Obitza).
Był dwukrotnie żonaty (z Lidią, pracownikiem naukowym Uniwersytetu Warszawskiego, oraz z Anną Starościak, absolwentką filologii rosyjskiej Uniwersytetu Warszawskiego, wykładowcą uczelni olsztyńskich), miał dwie córki (Agnieszkę, ur. 1966 i Monikę, ur. 1970).
W 1999 odznaczony Krzyżem Oficerskim Orderu Odrodzenia Polski.